# Félix Zaccour
Félix Zaccour – piłkarz urugwajski, obrońca.
Jako piłkarz klubu Sud América Montevideo wziął udział w turnieju Copa América 1939, gdzie Urugwaj został wicemistrzem Ameryki Południowej. Zaccour zagrał w końcówkach dwóch meczów - z Paragwajem (w 85 minucie zmienił Manuela Sanguinettiego) i Peru (w 84 minucie zmienił Sanguinettiego).